# Still Screaming
Still Screaming är ett samlingsalbum med blandade artister, utgivet 1998 på Burning Heart Records. Skivan innehåller flera tidigare outgivna låtar och utgavs som dubbel-CD respektive dubbel-LP.

## Låtlista
Låtarna 12-22 är tidigare outgivna.
1. Raised Fist – "Tribute" - 2:10
2. Nine – 	"Damnation" - 3:01
3. 59 Times the Pain – "Priority #1" - 1:16
4. Abhinanda – "The Rumble" - 3:43
5. Breach – "Valid" - 3:15
6. Outlast – "Me Against Myself" - 1:27
7. Within Reach – "Stealing the Show" - 1:23
8. Refused – "The Deadly Rythm" - 3:34
9. The Products – "Smash My Radio" - 2:09
10. Separation  – "Existence Precedes Essence" - 1:50
11. Forced Into – "Our Little Secret" - 2:17
12. Raised Fist – "Wheeling" - 2:21
13. Nine – "Unity Inc" - 3:17
14. 59 Times the Pain – "Next Set of Fools" - 3:00
15. Abhinanda – "Top of the World" - 3:07
16. Breach – "Helldrivers" - 4:43
17. Outlast – "Running the Corridors" - 1:54
18. Within Reach – "New Barriers to Break" - 2:03
19. Refused – "Peek-a-Boo" - 4:19
20. The Products – "People Like You" - 2:02
21. Separation – "Human Life Defined" - 1:57
22. Forced Into – "Silent Swedish Tradition" - 1:46

### Fotnoter
1. 1 2  ”Still Screaming”. Discogs.com. http://www.discogs.com/Various-Still-Screaming/release/1196566. Läst 5 april 2012.